# Leomon Moreno
Leomon Moreno da Silva (Brasília, 21 de agosto de 1993) é um paratleta brasileiro de goalball.
Leomon é bicampeão mundial, com um título mundial no campeonato da Federação Internacional dos Desportos para Cegos (IBSA), na Finlândia, em 2014, e outro no Campeonato Mundial de Goalball da Suécia, em 2018. O paratleta é, ainda, três  vezes medalhista paralímpico, sendo uma medalha de prata nas Paralimpíadas de 2012, ocorridas em Londres, uma medalha de bronze nas Paralimpíadas de 2016 realizadas na cidade do Rio de  Janeiro e uma medalha de ouro em Tóquio 2021. Também conquistou uma medalha de ouro nos Jogos Parapan-Americanos de Toronto, em 2015.
Como honrarias, Moreno foi eleito, por voto popular, o melhor paratleta brasileiro de 2014 e, então, recebeu o Prêmio Paralímpicos 2014, concedido pelo Ministério do Esporte em uma cerimônia realizada no Rio de Janeiro no dia 10 de dezembro de 2014. Em 2012, foi convidado pelo Sporting via mensagem de rede social para integrar o time português nos jogos da Superliga Europeia de Goalball. O brasileiro aceitou a convocação e foi anunciado pelo time de Lisboa como "Cristiano Ronaldo do goalball". Além disso, foi escolhido como porta-bandeira pelo Comitê Paralímpico Brasileiro para a cerimônia de abertura dos Jogos Parapan-Americanos de 2019 em Lima, capital do Peru, representando 337 atletas. Na ocasião de seu destaque no Campeonato Mundial de Goalball da Suécia em 2018, foi considerado o melhor do mundo em sua modalidade, de forma extraoficial, pela imprensa, por organizadores do evento e por muitos espectadores.
Atualmente, é integrante do time de goalball do Santos, mas tem liberdade para disputar jogos europeus pelo Sporting. Nas horas vagas, exerce a atividade de massoterapia, área em que se formou, mas sua fonte de renda é apenas o goalball, tanto por bolsas como por patrocínios.

## Biografia
Leomon Moreno nascido em Brasília, Distrito Federal, cresceu em Riacho Fundo, Distrito Federal, filho caçula de uma família de três irmãos, seus irmãos, Leandro e Leonardo, nasceram com uma condição genética hereditária chamada retinose pigmentar, doença que degenera a retina causando a perda progressiva da visão, e, por isso, decidiram passar a praticar goalball ainda meninos, já que o esporte seria mais adaptado a eles. Leomon também desenvolveu a condição genética, mas na época, aos sete anos de idade, ainda enxergava mais do que os irmãos e, então, auxiliava-os a percorrer o caminho até o local dos treinos e dos jogos. Com isso, passou a ter interesse pela modalidade, mas só começou a praticá-la definitivamente após seus quatorze anos, depois de experimentar esportes como o judô, a natação, o futebol de cinco e o atletismo, sendo que estes dois últimos chegaram a lhe render títulos em campeonatos de sua cidade natal.
Assim, na adolescência, o atleta começou a praticar o goalball com a equipe feminina, apenas para adquirir mais conhecimento, pois ainda não tinha massa muscular suficiente para compor a equipe masculina e o guizo era pesado para ele. Depois, em 2012, aos dezenove anos, com mais experiência e força, passou a integrar a seleção masculina brasileira de goalball, com a qual venceu competições escolares e regionais. Com o irmão Leandro, evoluiu para conquistas em jogos internacionais, mas Leomon, mesmo sendo formado em massoterapia, foi o único da família que teve maior destaque na carreira esportiva.
Entretanto, a trajetória do paratleta sofreu muitos impasses até chegar a esse patamar. Em 2011, um ano antes de ser convocado para a seleção brasileira, Leomon passou por dificuldades que chegaram a fazê-lo pensar em desistir do esporte. Por falta de apuro técnico e até mesmo maturidade dentro do jogo, acabou amargando alguns cortes da seleção.
"Eu vinha de três pré-convocações para a seleção, e por três vezes fui cortado. Então no terceiro corte, como eu já tinha passado por outros esportes, eu tive uma conversa comigo mesmo. Falei 'Leomon, se você não conseguir se desenvolver no goalball agora a gente vai mudar de rumo'. Eu tinha a ideia de migrar para outra modalidade e tentar a vida. Mas nesse mesmo ano que eu tive essa conversa interior, consegui me destacar bastante dentro da seleção principal e consegui galgar essa vaga"

— Leomon Moreno a falar sobre a fase difícil em uma entrevista concedida ao Programa Globo Esporte em 2019.
Com a superação dessa fase difícil, logo foi convocado para as Paralimpíadas de Londres, em 2012. Nelas, conquistou medalha de prata. Mais tarde, participou também das Paralimpíadas do Rio de Janeiro no ano de 2016, onde obteve um bronze após um gol marcado por ele na prorrogação contra o time da Suécia. No currículo, tem ainda um título mundial no campeonato da Federação Internacional dos Despertos para Cegos (IBSA) na Finlândia, em 2014, outro título mundial no Campeonato Mundial de Goalball da Suécia, em 2018 (ocasião em que foi considerado o melhor jogador de goalball do mundo), e uma medalha de ouro nos Jogos Parapan-Americanos de Toronto, em 2015.
Com o destaque, em 2015, o Sporting de Portugal fez a ele uma proposta via mensagem na rede social Facebook. O contato foi feito por um diretor técnico do time lusitano, convidando-o para jogar na Superliga Europeia de Goalball pelo time alviverde. O brasileiro aceitou o convite e foi anunciado pelo time de Lisboa como "Cristiano Ronaldo do goalball", fazendo alusão a um dos melhores jogadores de futebol do mundo. Hoje Leomon é integrante do Clube de Regatas do Santos, mas tem liberdade para disputar jogos europeus pelo Sporting.
"A maior surpresa que eu tive foi um time europeu entrar em contato comigo. Entraram em contato comigo até pelo Facebook, sondando meu interesse em participar de jogos pelo Sporting. Mesmo sem incentivo financeiro e pelo crescimento da modalidade, que eu tenho isso comigo de representar muito bem a nossa modalidade e fazer com que ela cresça ainda mais, aceitei logo de cara. Isso me trouxe uma injeção a mais de dedicação dentro do esporte pra conseguir expandir cada vez mais a modalidade"

— Leomon Moreno a comentar sobre o convite do Sporting em entrevista concedida ao Programa Globo Esporte em 2019. 
Ainda em 2015, começou a participar das Paralímpiadas Escolares de São Paulo, jogos promovidos pelo Comitê Paralímpico Brasileiro desde 2009 que são considerados o maior evento paralímpico estudantil do mundo.
Dois dias após completar 26 anos, foi porta-bandeira na cerimônia de abertura dos Jogos Parapan-Americanos de 2019 em Lima, capital do Peru, representando 337 atletas.[carece de fontes?] Mizael Conrado, presidente do Comitê Paralímpico Brasileiro que selecionou Leomon Moreno como porta-bandeira, justificou sua escolha da seguinte forma: "Ele é o melhor do mundo em uma modalidade praticada por mais de cem países em que o Brasil já foi campeão mundial. Como destaque do nosso time, acho que não poderíamos estar melhor representados.”

## Carreira
Leomon Moreno iniciou sua carreira no goalball em 2012, aos dezenove anos de idade, quando foi convocado para integrar a seleção brasileira de goalball.

### 2012: Paralimpíadas de Londres
Em sua primeira participação em Paralimpíadas, estas ocorridas em Londres no ano de 2012, Leomon Moreno integrou a equipe de goalball com Alexsander Almeida Maciel Celente, José Roberto Ferreira de Oliveira, Romário Diego Marques, Filippe Santos Silvestre e com seu irmão Leandro Moreno da Silva. Os brasileiros conquistaram a medalha de prata, a primeira para o país em uma paralimpíada de goalball. O ouro ficou para os finlandeses, que marcaram oito gols contra apenas um gol do Brasil, que foi feito por Leomon no fim do jogo, quando o grupo da Finlândia já tinha realizado todos os seus gols. Nos primeiros três minutos de jogo, os finlandeses já estavam com vantagem de três gols. O grande destaque do confronto foi o finlandês Posio, que marcou metade dos gols de seu time na partida.

### 2014: Campeonato da Federação Internacional dos Desportos para Cegos (IBSA) na Finlândia
Em sua primeira participação em um campeonato mundial, este realizado na Finlândia em 2014, Leomon Moreno fez, ao todo, 51 gols nos dez jogos, sendo considerado o principal goleador do torneio. Na fase de classificação, ele e sua equipe empataram com o time da Turquia. Depois, nas quartas de final, venceram o Irã por onze a oito. Na semifinal, superaram a Lituânia e foram para a final com a Finlândia, a qual venceram por nove gols a um.

### 2015: Jogos Parapan-Americanos de Toronto
Em sua primeira participação em Jogos Parapan-Americanos, estes sediados em Toronto, no Canadá em 2015, Leomon Moreno já obteve sucesso. Compondo a equipe de goalball brasileira juntamente com Alex de Melo Sousa, Alexsander Almeida Maciel Celente, José Roberto Ferreira de Oliveira, Josemarcio da Silva Sousa e Romário Diego Marques, ele conquistou medalha de ouro, vencendo os jogadores dos Estados Unidos por dez a quatro.

### 2015 - presente: Jogando no Sporting
Leomon joga pelo Sporting desde 2015, quando foi convidado a integrar o time português por seu destaque no goalball, mas sem abandonar o Clube de Regatas do Santos. No Sporting, fez uma participação decisiva em 2018 na Superliga Europeia de Goalball, marcando 23 gols. No ano seguinte, foi novamente peça-chave ao lado do também brasileiro Romário Marques.

### 2015 - presente: Paralimpíadas Escolares de São Paulo
Desde 2015, Leomon joga nas edições anuais das Paralimpíadas Escolares de São Paulo, maior evento paralímpico estudantil do mundo. Representando o Distrito Federal, no primeiro jogo ele já se destacou, vencendo a equipe do Rio de Janeiro por doze a quatro.

### 2016: Paralimpíadas do Rio de Janeiro

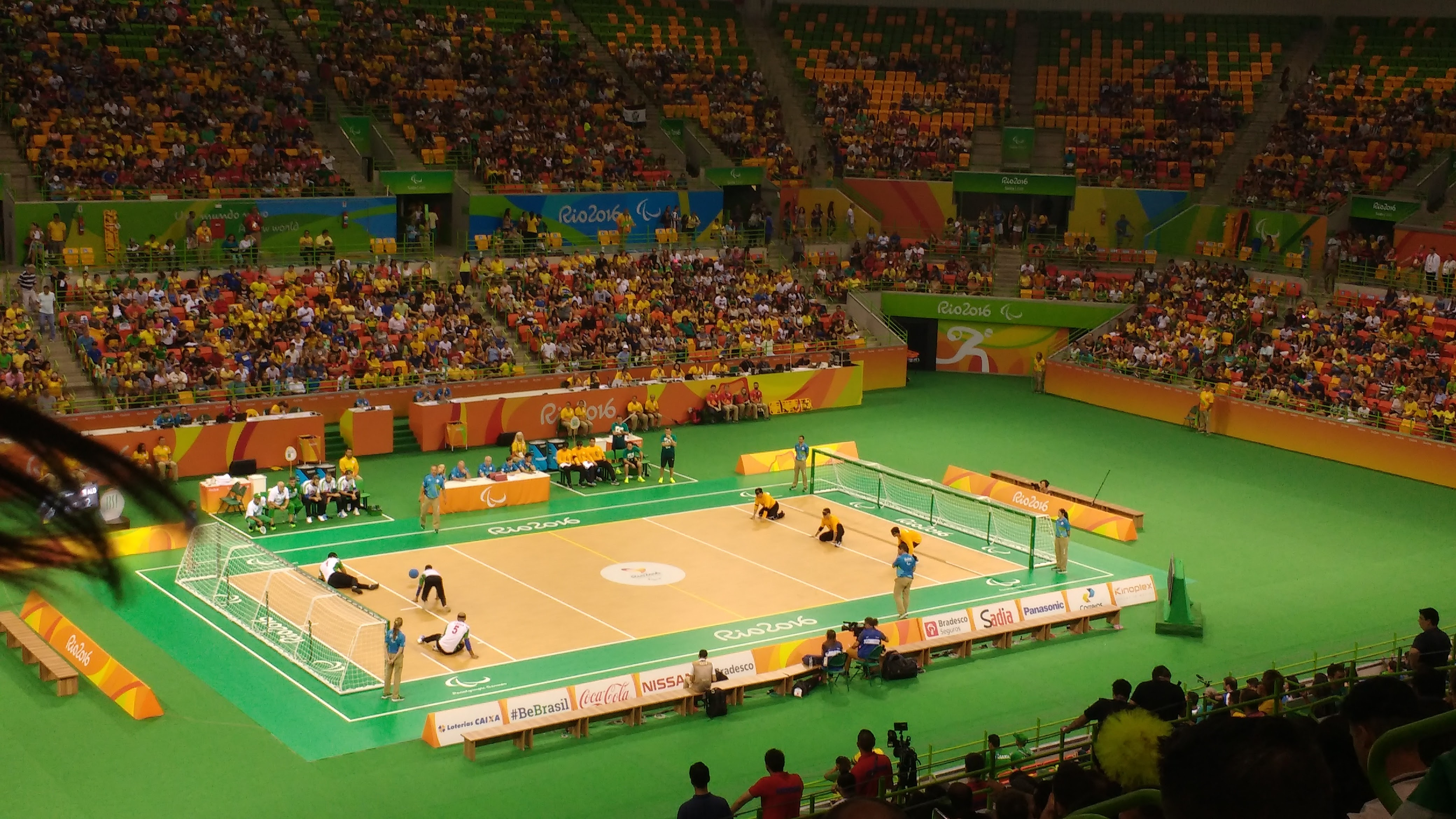
Seleção brasileira de goalball nas Paralimpíadas Rio 2016.

Em sua segunda participação em Paralimpíadas, estas realizadas na cidade do Rio de Janeiro, em 2016, Leomon Moreno competiu ao lado dos compatriotas Alex Melo de Sousa, Alexsander Almeida Maciel Celente, José Roberto Ferreira de Oliveira, Josemarcio da Silva Sousa e Romário Diego Marques. Eles conquistaram medalha de bronze com um placar de seis a cinco gols contra os suecos. A competição foi bastante acirrada, pois o triunfo veio somente com uma recuperação surpreendente no segundo tempo, quando o Brasil já perdia por quatro a zero e conseguiu trazer para cinco a cinco, levando para a prorrogação, ocasião em que Leomon, que havia permanecido no banco durante todo o primeiro tempo, marcou o sexto e último gol da vitória.
Aos três minutos do primeiro tempo, José Roberto quase marcou o primeiro gol do Brasil. Na jogada seguinte, a seleção brasileira pediu uma penalidade a seu favor, mas a arbitragem não viu erro por parte da Suécia. Aos cinco minutos, o sueco Fatmir Seremeti conseguiu lançar a bola entre a defesa dos brasileiros e fez o placar ficar um  a zero para os suecos. Cinco minutos depois, aos dez, Jimmy Bjoerkstrand ampliou para os europeus em penalidade, complicando a situação dos donos da casa. Antes do fim da primeira etapa, Jimmy ainda colocou outro lançamento perfeito, marcando três  a zero no intervalo.
No segundo tempo, aos cinco minutos, Fatmir Seremeti colocou a bola entre Romário e Josemarcio e fez quatro a zero. Redimindo-se do lance anterior, Josemarcio fez o primeiro gol do Brasil (quatro a um). No mesmo minuto, Leomon diminuiu para quatro a dois, fato que animou a torcida.
Faltando seis minutos para o fim do duelo, a seleção brasileira encostou em quatro a três com Josemarcio. Com menos de dois minutos restantes, a Suécia cometeu pênalti e Leomon lançou para empatar em quatro a quatro. Entretanto, nos trinta segundos finais, Jimmy colocou os suecos de novo na frente. Sem desistir, os brasileiros marcaram de novo com Leomon, empatando em cinco a cinco. A igualdade levou o jogo para a prorrogação com gol de ouro. Assim, quem marcasse primeiro ficava com o bronze e Leomon marcou. Ao todo, nestas Paralimpíadas cariocas, Leomon competiu sete jogos e marcou 27 gols.

### 2018: Campeonato Mundial de Goalball na Suécia
Em sua segunda participação em uma campeonato mundial de goalball, este ocorrido em Malmö, na Suécia, em 2018, Leomon Moreno conquistou seu segundo título mundial, quando venceu a Alemanha na decisão pela medalha de ouro por oito a três.
Com sua equipe comandada por Alessandro Tosim, na fase de grupos, superou a Alemanha, os Estados Unidos, o Irã, o Japão, o Canadá, a República Tcheca e o Egito. Nas quartas de final, passou pelos donos da casa e definiu para a semifinal o confronto contra os campeões paralímpicos da época, os jogadores da Lituânia. O duelo terminou empatado em seis a seis e foi decidido apenas no gol de ouro, feito pelo Brasil.

## Prêmios e honrarias
Na noite de 10 de dezembro de 2014, em uma cerimônia no Rio de Janeiro, Leomon Moreno recebeu das mãos do então Ministro do Esporte, Aldo Rebelo, o Prêmio Paralímpicos 2014, por ter sido eleito por voto popular como o melhor paratleta brasileiro do ano. Ele estava concorrendo ao troféu com Daniel Dias, multicampeão da natação, e Ricardinho, campeão mundial com a seleção de futebol de 5, em Tóquio.
Em 2015, foi apelidado de "Cristiano Ronaldo do goalball" pelo time português Sporting.
Em 2018, por seu desempenho no Campeonato Mundial de Goalball na Suécia, foi considerado o melhor jogador de goalball do mundo. Diferentemente de outras modalidades, no goalball não existe uma eleição do melhor jogador do esporte, mas, na ocasião do campeonato sueco, Leomon foi considerado o melhor paratleta de goalball do planeta de forma extraoficial.
Em 2019, foi escolhido pelo Comitê Paralímpico Brasileiro para ser o porta-bandeira dos Jogos Parapan-Americanos daquele ano, em Lima, no Peru, representando 337 atletas.

## Vida pessoal
Sem filhos, Leomon Moreno é casado com Milena Alice Nogueira Moreno, paratleta de goalball pela equipe feminina do Santos, mesmo time do esportista. Eles se conheceram em uma competição em Taubaté, interior de São Paulo, e tiveram um ano e sete meses de namoro até a cerimônia de casamento no dia 14 de março de 2020, no município paulista de São Miguel Arcanjo, terra natal da mulher.
Além do goalball, o esportista tem como paixão os equinos. Ele costuma ir a uma chácara que fica a vinte minutos de sua casa para galopar.